# Bertholdia rubromaculata
Bertholdia rubromaculata är en fjärilsart som beskrevs av Rothschild 1909. Bertholdia rubromaculata ingår i släktet Bertholdia och familjen björnspinnare. Inga underarter finns listade i Catalogue of Life.